# Norderstedt
Norderstedt település Németországban, Schleswig-Holstein tartományban. Lakosainak száma 82 719 fő (2023. december 31.). Norderstedt Quickborn, Bönningstedt és Hamburg községekkel határos.

## Népesség
A település népességének változása:
| Lakosok száma | 61 553 | 76 712 | 78 679 | 79 159 | 80 420 | 81 880 | 82 719 |
|               | 1975   | 2015   | 2017   | 2019   | 2021   | 2022   | 2023   |